# 藤井彦四郎
藤井 彦四郎（ふじい ひこしろう、1876年9月29日 - 1956年12月13日）は、日本の実業家。日本の化学繊維市場の礎を築いたパイオニアの1人と言われる。

## 経歴
1876年、三代目藤井善助の次男・磯松として滋賀県神崎郡北五個荘村大字宮庄に生まれる。9歳で先代彦四郎の養子となり、家督を相続し襲名。
滋賀県商業学校（後の滋賀県立八幡商業高等学校）に入学するも中退。朝鮮元山の近江商人宮原商店に奉公し修業を積む。その後、京都に戻り、長兄と共に父・善助の家業を手伝う。
父・善助の死後、分家し、1907年に糸商「藤井彦四郎商店」（現・藤井株式会社）を創業する。
藤井は、フランスにおいて人工絹糸（レーヨン）が発明されたことを知ると、フランス、ドイツから見本品を輸入し「人造絹糸」と名付けて宣伝活動を行った。大正期になると帝国人造絹絲（現・帝人）や旭絹織（現・旭化成）などにより人造絹糸の国産化が図られるが、藤井は工場経営は行わず毛糸事業に重点を移し、共同毛織、共同毛糸紡績（現・倉敷紡績）を興して「スキー毛糸」のブランドで成功を収めた。

## 建築

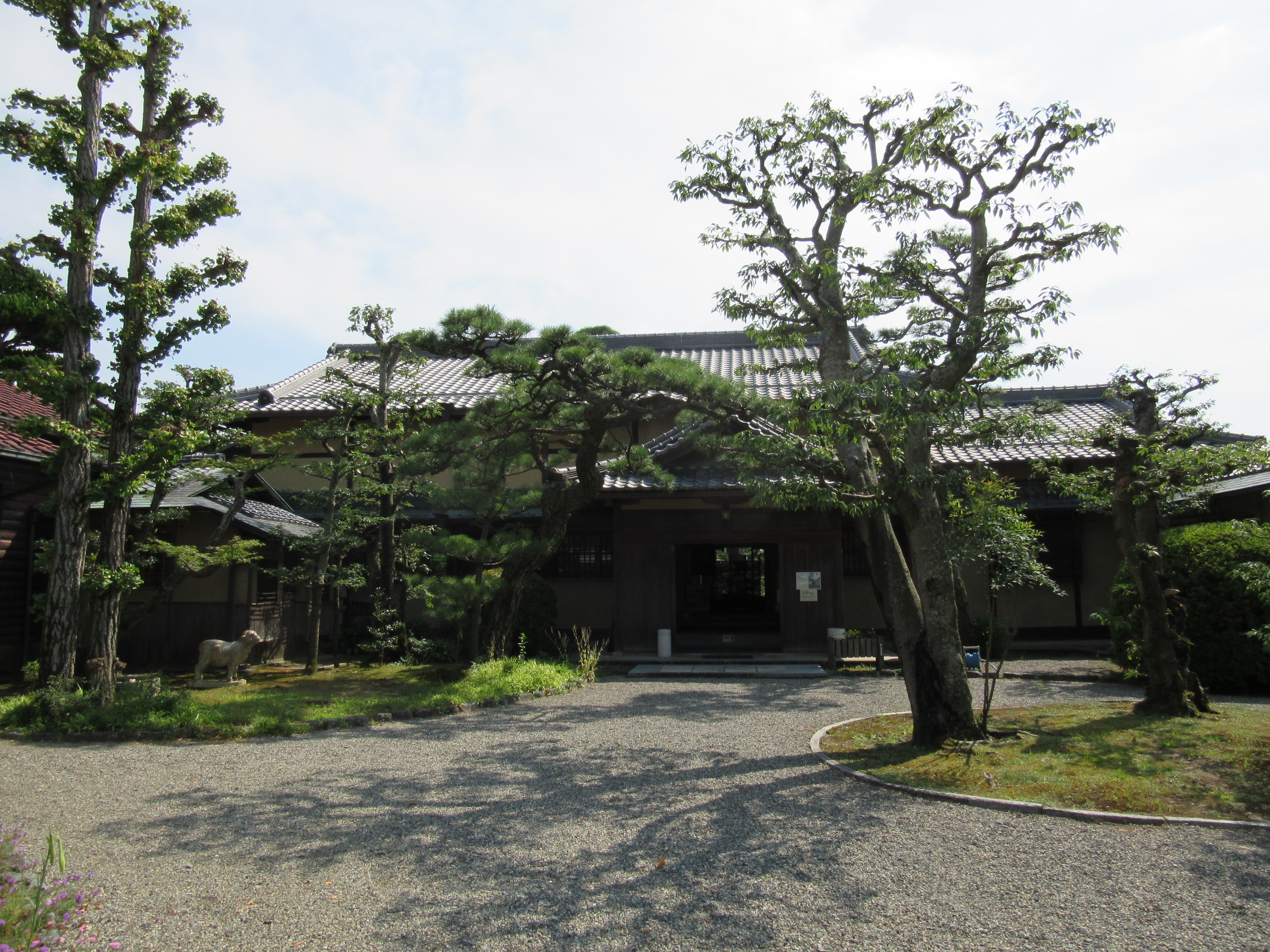
藤井彦四郎邸

藤井が1934年に滋賀県東近江市宮庄町に建築させた迎賓館は、五個荘近江商人屋敷 藤井彦四郎邸として名勝となっている。
昭和初期（1928年頃）に新居として建てた京都・鹿ケ谷の邸宅は、「何事も公平に」という意味を込めて和中庵と名付けられた。東山の傾斜地に日本家屋の客殿、洋館、茶室などが並ぶ。戦後、ノートルダム教育修道女会が布教拠点を探していることを知り、和中庵を修道女会に安く譲り、自身は転居した。1952年、隣地にノートルダム女学院中学校が開校、和中庵は2007年に同学院に移管されたがほとんど使われず荒廃した。主屋は老朽化のため取り壊されたが、洋館、客殿、茶室、蔵は現存し、年に数回一般公開されている。

## 藤井協成会
藤井協成会は、滋賀県知事認定の公益財団法人。2013年2月に財団法人藤井協成会から公益財団法人藤井協成会に移行認定された。事務所は東近江市五個荘竜田町583番地にある。
藤井彦四郎が私財を投じ1936年12月に設立。地域の教育振興や文化の向上、社会福祉の増進に関する事業の助成・補助を目的とする。毎年、教育関係機関などに要望に応じた寄贈を行っている。

## 親族
- 父・藤井善助（周次） ‐ 滋賀県神崎郡宮荘村の絹織物洋服生地製造販売業
- 兄 4代藤井善助（実業家・衆議院議員）[10]
- 長男・藤井正次郎 ‐ 藤井商店、森田喞筒工業、富士染工場各社長
- 二男・藤井繁次郎‐藤井織物、富士絹紡各社長。岳父に島津製作所社長・島津常三郎（島津源蔵 (初代)三男）
- 三男・藤井健次郎
- 二女・美枝 ‐ 入婿に藤井三郎（絹撚糸業・祖父江倉三郎の三男、森田ポンプ常務）